# Juin 1928

## Événements
- 2 juin :
  - Chine : Zhang Zuolin évacue Pékin pour la Mandchourie (il meurt le 3-4 juin à Moukden, victime d'un attentat). Son fils Zhang Xueliang lui succède.
  - Les aviateurs italiens Arturo Ferrarin et Carlo del Prete s'emparent du record du monde de distance en circuit fermé en couvrant 7 666,616 kilomètres[1].

- 3 juin : Grand Prix automobile de Tunisie

- 8 juin, Chine : les nationalistes font leur entrée à Pékin. Unité nationale et fin de la guerre civile.

- 9 juin (Syrie)[2] : la première réunion de l’assemblée constituante donne aux nationalistes la présidence et le contrôle du bureau parlementaire. L’assemblée opte pour un régime de république parlementaire et demande l’unité de la Syrie. La France, hostile à ces projets, la renvoie sine die en février 1929.

- 11 juin : sur la colline Wasserkuppe (Allemagne), Fritz Stamer réalise le premier vol d'un planeur assisté par un moteur à réaction.

- 12 juin, Allemagne : démission du chancelier Wilhelm Marx du Zentrumspartei.

- 16 juin :
  - Chine : Tchang Kaï-chek annonce le transfert de la capitale de Pékin à Nankin.
  - Départ de la sixième édition des 24 Heures du Mans.

- 17 juin : victoire de Woolf Barnato et Bernard Rubin sur une Bentley aux 24 Heures du Mans.

- 18 juin :
  - Amelia Earhart est la première femme aviateur à traverser l'Atlantique;
  - disparition de l'explorateur Roald Amundsen, parti au pôle Nord sur un prototype du Latham 47 au secours de l'expédition d'Umberto Nobile.

- 20 juin (Yougoslavie) : un député monténégrin du Parlement national tire sur l’opposant croate Radic et deux de ses collègues, les blessant mortellement. La commission parlementaire croate se retire du Parlement et organise un régime séparatiste à Zagreb. La guerre civile semble imminente mais personne n’ose prendre la responsabilité de la sécession ouverte.

- 23 juin : sauvetage par avion de l'expédition Nobile en Arctique.

- 24 juin : Franc Poincaré : une loi monétaire instaure une stabilisation légale du franc qui ne pèse plus en or que le cinquième de son poids en 1914 (100 anciens francs = 6,55 grammes d'or).

- 21 juin : Pékin (Beijing en mandarin) est rebaptisée Beiping (paix du Nord).

- 22 juin, Chine : reprise de l'offensive nationaliste contre les communistes.

- 25 juin :
  - début de la Guerre du Kongo-Wara[3] en AEF (1928-1932). Le guérisseur, prophète et féticheur Karnou instaure la cérémonie du kongo-wara (« manche de couteau » qui doit apprendre aux guerriers à transformer les Blancs en gorilles et leur permettre de devenir invincible face aux balles (avant 1925). Il s’oppose à la colonisation, d’abord en prônant la résistance passive et la désobéissance civile, puis par la lutte armée à partir de 1928, et annonce la fin de la domination blanche au profit des Noirs. L’insurrection s’étend autour de son village natal de Nahing, et continue après sa disparition en 1930 en Oubangui-Chari et au Cameroun.
  - Premier vol du chasseur américain Boeing XF4B-1.
- 28 juin, Allemagne : le socialiste Hermann Müller (SPD) devient chancelier et forme un Cabinet de grande coalition.

## Naissances
- 1er juin : Gueorgui Dobrovolski, cosmonaute russe († 30 juin 1971).
- 4 juin : Charles Vandame, évêque catholique français, jésuite et archevêque de N'Djaména (Tchad).
- 6 juin : İhsan Saraçlar, juriste et homme politique turc († 5 janvier 2008).
- 7 juin : James Ivory, réalisateur américain.
- 8 juin : 
  - Emmanuel Poulle, historien français, membre de l'Institut († 1er août 2011).
  - Bobby Kromm, entraîneur en chef de la Ligue nationale de hockey († 9 juin 2010).
  - Gustavo Gutiérrez Merino, prêtre, philosophe et théologien péruvien († 22 octobre 2024).
- 11 juin : 
  - Fabiola de Mora y Aragón, cinquième reine des Belges († 5 décembre 2014).
  - Guðmundur Pálmason, géologue et joueur d'échecs islandais († 11 mars 2004).
- 12 juin : 
  - Bernie Hamilton, acteur américain († 30 décembre 2008).
  - Richard M. Sherman, compositeur américain († 25 mai 2024).
- 13 juin : 
  - Giacomo Biffi, cardinal italien, archevêque de Bologne († 10 juillet 2015).
  - Li Ka-shing, homme d'affaires chinois.
- 14 juin :
  - Ernesto Guevara, médecin, révolutionnaire marxiste, guerillero et homme politique argentin († 9 octobre 1967).
  - Carmine Pecorelli, journaliste italien assassiné († 20 mars 1979).
  - Michel Valette, créateur du cabaret La Colombe, comédien et chanteur († 14 mars 2016).
- 15 juin : Magda Hollander-Lafon, psychologue et écrivaine française († 26 novembre 2023).
- 16 juin : Annie Cordy, chanteuse belge († 4 septembre 2020).
- 17 juin : Peter Seiichi Shirayanagi, cardinal japonais, archevêque émérite de Tokyo († 30 décembre 2009).
- 20 juin : Jean-Marie Le Pen, homme politique français d'extrême droite († 7 janvier 2025).
- 25 juin : Peyo, dessinateur et scénariste de bande dessinée belge († 24 décembre 1992).
- 29 juin : Jean-Louis Pesch, dessinateur français de bande dessinée († 17 mai 2023).

## Décès
- 13 juin : Emmeline Pankhurst, femme politique britannique féministe.
- 20 juin : Roald Amundsen (55 ans), explorateur norvégien (accident d'avion).